# Route 58 (Alberta)
La Route 58 est une route ouest / est de trouvant dans le nord-ouest de l'Alberta. Elle débute à l'ouest de l'Aéroport de Rainbow Lake et passe par Rainbow Lake et High Level avant de se terminer à la limite ouest du Parc national Wood Buffalo à l'ouest de Garden River,.
À son terminus ouest, la route 58 continue comme une route d'hiver (communément référée comme Border Road / Powerline Road / Sierra Road), laquelle relie ultimement la route 97 de Colombie-Britannique à Fort Nelson. À son terminus est, la route 58 continue comme Garden River Road dans le Parc national Wood Buffalo jusqu'à Garden River.

## Intersections majeures
| Municipalité rurale / spécialisée | Ville                      | km     | Destinations                                     | Notes                                    |
| --------------------------------- | -------------------------- | ------ | ------------------------------------------------ | ---------------------------------------- |
| Comté de Mackenzie                | Rainbow Lake               | 0,00   | Imperial Drive                                   |                                          |
| Comté de Mackenzie                | High Level                 | 140,00 | AB-35 sud – Rivière-la-Paix                      | Terminus ouest du multiplex avec l'AB-35 |
| Comté de Mackenzie                | High Level                 | 141,00 | AB-35 nord – Hay River                           | Terminus est du multiplex avec l'AB-35   |
| Comté de Mackenzie                |                            | 197,00 | AB-88 sud – Fort Vermilion, La Crete, Slave Lake | Terminus nord de l'AB-88                 |
| Comté de Mackenzie                | Parc national Wood Buffalo | 325,00 | Garden River Road – Garden River                 |                                          |
| - Terminus de multiplex           |                            |        |                                                  |                                          |